# Nussdorf (Vienne)
 (janvier 2024).
Si vous disposez d'ouvrages ou d'articles de référence ou si vous connaissez des sites web de qualité traitant du thème abordé ici, merci de compléter l'article en donnant les références utiles à sa vérifiabilité et en les liant à la section « Notes et références ».
Nussdorf (orthographié Nußdorf jusqu'en 1999; prononcé en allemand : [ˈnʊsdɔʁf]  ; Moyen-Bavarois: Nussduaf) était une commune indépendante jusqu'en 1892 et est aujourd'hui un quartier de Vienne dans le 19e arrondissement, appelé Döbling.

## Géographie

### Emplacement
Nussdorf se trouve au nord de Vienne, sur les deux rives du Schreiberbach (Nussbach), là où le ruisseau rejoint le canal du Danube. Le quartier s'étend vers le sud jusqu'à la Grinzingerstraße, vers le nord le long de la Heiligenstädter Straße, et le long de la rive du Danube jusqu'à la frontière de Kahlenbergerdorf. Le bourg d'Urfahr se situait dans cette région.

## Histoire

### Origine du nom
Le nom de Nussdorf a été utilisé pour la première fois dans un document de l'Abbaye de Klosterneuburg datant de 1114 sous le nom de Nuzdorf. Le nom Nussdorf (français: village des noix) est probablement dû aux nombreux noyers qui poussaient dans la région jusqu'au début du XIXe siècle.

### Nussdorf au Moyen Âge
Les historiens estiment que la Greinergasse, qui croise la Hammerschmidtgasse, la Sickenberggasse et la Kahlenberger Straße, constituait le centre historique de Nussdorf, en raison de leur similitude avec la structure d'un village médiéval. Les habitants étaient des agriculteurs, produisant principalement pour leurs propres besoins. La pêche au poisson et au crabe était également pratiquée. Le vin était cultivé en vue de la vente.
Les seigneurs de Nussdorf ont adopté le nom du village à partir du XIIe siècle, mais leur lignée s'est éteinte au XIVe siècle. La viticulture était la principale source de revenus, et de nombreux couvents et monastères de la région possédaient très tôt des vignobles, notamment l'abbaye de Klosterneuburg. Nussdorf est devenu prospère grâce à la viticulture, mais le village bénéficiait également du droit de traverser le Danube (Fährrecht), permettant le transport de marchandises et de personnes. Le bourg d'Urfar s'est développé sur la rive du Danube dans ce contexte, mais n'a jamais compté plus que quelques cabanes, principalement destinées à abriter les bateliers ou les voyageurs. Souvent inondé, il a perdu de son importance avec la construction du premier grand pont sur le Danube, pour finalement disparaître totalement.

### Nussdorf dans l'histoire moderne

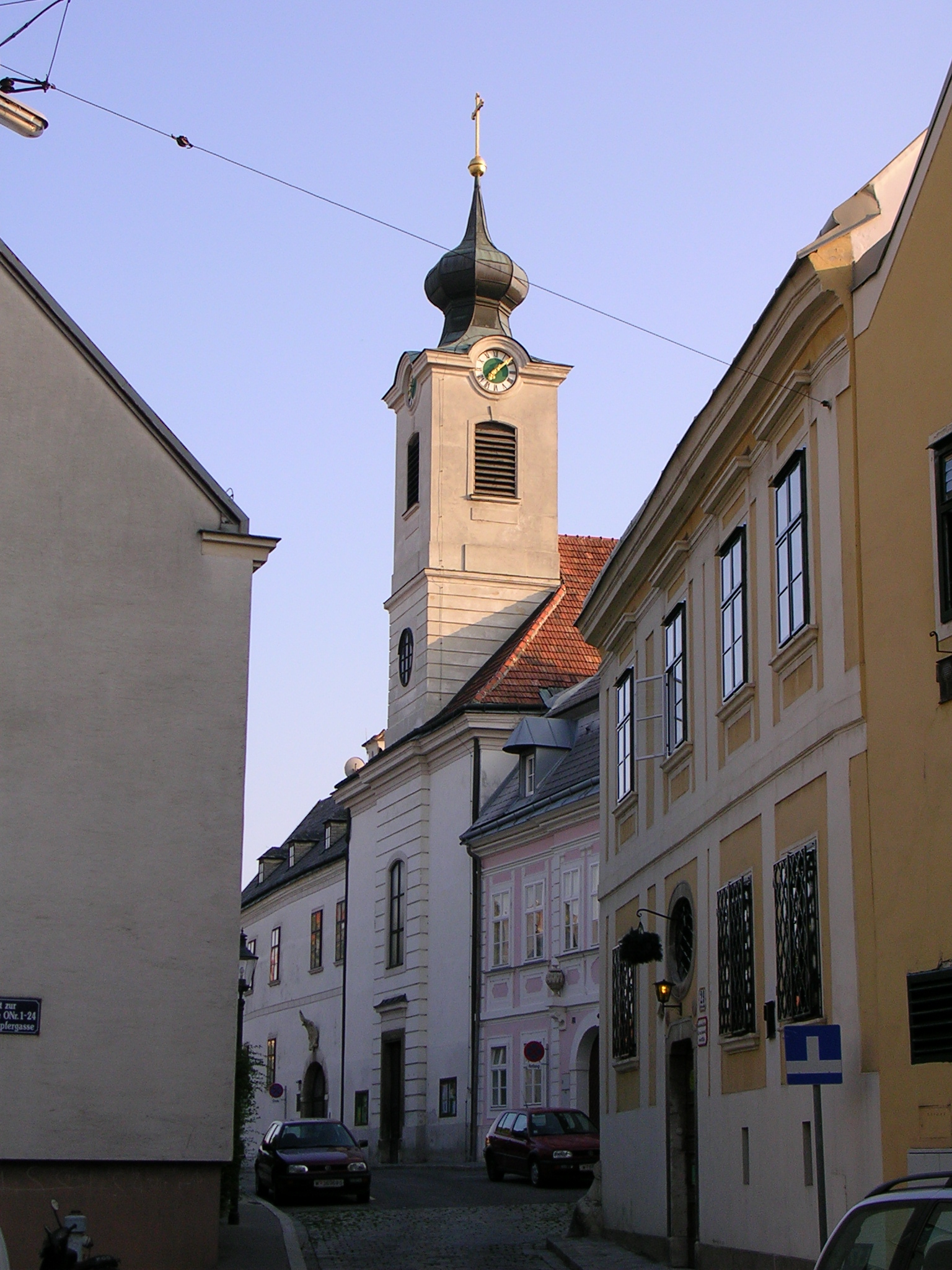
Église paroissiale de Nussdorf

Nussdorf avait déjà sa propre chapelle au XVe siècle, dédiée à l'apôtre Thomas. Nussdorf et les villages environnants ont beaucoup souffert des destructions causées par les troupes hongroises en 1484, quand Matthias Corvin construit des remparts à Nussdorf. Les guerres ottomanes en 1529 et 1683, ainsi que les pillages perpétrés par les Français en 1805 et 1809, ont également causé de graves dommages. Nussdorf a eu du mal à se remettre de chaque destruction, mais au fil du temps, des bâtiments ont été construits qui servaient aussi à des fins commerciales. Ces 15 propriétés appartenaient à des membres de la petite noblesse qui étaient exemptés de taxes foncières. L'église paroissiale de Nussdorf a été construite en 1787, financée par l'appropriation de biens appartenant à plusieurs ordres religieux par Joseph II. La viticulture a enrichi les habitants de Nussdorf, et en 1820, plus de la moitié des terres exploitables de la région étaient couvertes de vignobles.
La Brasserie Nussdorf a été établie en 1819 et le chemin de fer de François-Joseph jusqu'à Kahlenberg a transformé Nussdorf en une destination populaire pour les excursions d'une journée des Viennois au XIXe siècle. La population a rapidement augmenté pendant cette période. En 1795, Nussdorf compait 109 maisons avec 865 habitants ; en 1808, déjà 120 maisons et 1 265 habitants. En 1832, 152 maisons et 1 503 habitants ; en 1890, le nombre d'habitants avait atteint 5 191.
En 1892, Nussdorf et les agglomérations limitrophes voisines de Sievering, Grinzing, Oberdöbling, Unterdöbling, Heiligenstadt et Kahlenbergerdorf furent regroupées en un quartier de Vienne: Döbling.

## Économie
Au début du XIXe siècle, la viticulture était l'industrie dominante à Nussdorf. Plus de la moitié des terres utilisables étaient couvertes de vignobles, 20 % de plus étaient consacrées aux cultures agricoles et aux vergers. Pourtant, pendant longtemps, les ports de Nussdorf ont constitué le deuxième pilier de l'économie locale. À partir du XVIe siècle, Nussdorf était le deuxième port le plus important sur le Danube à Vienne, car les canaux en aval étaient très étroits. Les marchandises qui arrivaient sur des navires plus grands et des radeaux étaient transférées sur des embarcations plus petites pour être acheminées jusqu'à Vienne. De nombreux relais et auberges ont été établis à Nussdorf pour héberger les commerçants qui y séjournaient plus longtemps, et un péage a été instauré en 1675. La place de Nussdorf était le centre de l'activité commerciale, qui concernait surtout le commerce des céréales, du sel, des animaux et des produits animaux, des fruits et des produits en argile et en bois. Les quais de Kuchelauer, situés en amont près de Kahlenbergerdorf, n'ont jamais égalé ceux de Nussdorf. À la suite de la régulation du Danube en 1870-1875, le port de Nussdorf est devenu hors d'usage.
À la fin du XVIIIe siècle, les premières industries arrivèrent à Nussdorf. En 1783, une usine produisant du tartre et du vinaigre fut établie, utilisant les résidus issus de la production de vin. Cette usine fabriquait également du rhum et de l'alcool à friction, exportés vers la Russie et la Bavière. Une usine de salmiac et de sel, financée par l'État, fut créée en 1800, traitant l'urine des auberges. Cette usine vendait aussi ses produits à l'étranger, mais dut fermer en 1840. D'autres industries importantes incluaient les teintureries d'Ignaz Hackhofer et la Brasserie de Nussdorf, fondée en 1819 dans la Hackhofergasse, devenant ainsi l'une des industries les plus connues du quartier.

### Brasserie Nussdorf
Le bâtiment de la brasserie a été initialement construit par les Jésuites comme collège pour les étudiants en théologie en 1690. À la suite de la dissolution de l'ordre en 1713, le bâtiment a d'abord été utilisé pour stocker des armes, avant de devenir une propriété privée. L'industriel Franz Xaver Bosch l'acheta en 1815 et fonda la Brasserie Nussdorf en 1818. En 1842, une tour avec un Biergarten fut érigée. Après la mort de Bosch, son gendre Karl Adolf Freiherr Bachofen von Echt reprit l'entreprise. La brasserie fut agrandie, obtint le statut de fournisseur de la cour et exporta sa production à la fois en Europe et au-delà. La brasserie fut achetée par la Brasserie Schwechater en 1950, et tout sauf la façade, qui avait statut de patrimoine, fut démolie en 1965 pour faire place à des maisons mitoyennes.